# 南師仲
南師仲（1561年—？），字子興，號玄象，陝西西安府華州渭南縣人，晚明政治人物，進士出身。

## 生平
南師仲為南軒之子，室名玄象山房。萬曆四年（1576年）丙子科陕西鄉試第九名舉人，二十三年（1595年）中式乙未科會試第二百三十名，廷試三甲第一百十四名進士，工部觀政，改翰林院庶吉士，二十五年八月授检讨，九月丁父憂，二十九年五月復除原职，十一月编纂六曹章奏，三十五年閏六月升國子監司業，三十七年八月升司经局洗马，十二月管理诰敕，进右庶子，四十年閏十一月被论，調用南京。
天啓元年（1621年）十二月起为南京尚寶司卿，二年八月升太常寺少卿、提督四夷馆，三年二月升本寺卿、管国子监祭酒事，閏十月升禮部右侍郎，协理詹事府事，四年正月晋左侍郎、协理詹事府，七月官至南京禮部尚書。據稱此人奇瘦，腰不滿圍，隔著肚皮能見其腑臟。精力過人，工作常至通宵達旦。又能賞玩古物，與詩人梅國楨常有唱和。著有《玄麓堂集》。

## 家族
曾祖南金，教谕、贈奉政大夫户部郎中。祖南逢吉，戊戌進士、雲南提学副使、进阶中議大夫贊治尹、崇祀乡贤名宦。父南軒，癸丑进士、翰林院庶吉士、文选郎中、四川按察司副使。母裴氏，封安人。具庆下。兄南學仲（辛酉经魁、怀庆府通判）、南宪仲。弟仰仲（庠生）、南企仲（庚辰进士、太僕寺卿）、南景仲（庠生）、南绍仲、志仲、儀仲。
娶王氏，继娶左氏。子南居恒。